# Râul Căpăstru
Râul Căpăstru este un afluent al râului Plăiești. 

## Hărți
- Harta Județului Cluj
- Harta Munții Apuseni
- Harta Munții Trascău  Arhivat în 11 octombrie 2008, la Wayback Machine.